# Max Verstappen
Max Emilian Verstappen (Hasselt, Belgija, 30. rujna 1997.) je nizozemski vozač Formule 1 za momčad Red Bulla, aktualni svjetski prvak u Formuli 1 te sin bivšeg vozača Formule 1 Josa Verstappena. U kartingu je osvojio preko dvadeset naslova prvaka u raznim kategorijama, a 2014. osvojio je treće mjesto u Europskoj Formuli 3 za momčad Van Amersfoort Racing. U Formuli 1 se natječe od 2015.

## Početak utrkivanja

### Karting
Max Verstappen je trkaću karijeru počeo u kartingu sa samo četiri godine. Njegov otac Jos je bivši vozač Formule 1, dok se njegova majka Sophie Kumpen, natjecala neko vrijeme u kartingu. I njegov ujak Anthony Kumpen se natjecao u utrkama izdržljivosti, te u europskom prvenstvu NASCAR-a. Max je od 2005. do 2013. osvojio preko dvadeset naslova u raznim karting prvenstvima. Naslove u Rotax Max Challenge Belgium Minimax prvenstvu je osvajao 2006.,  2007.  i 2008. Godine 2007. osvojio je još dva naslova u Rotax Max Challenge Belgium National Minimax  i Dutch championship Rotax Max Minimax prvenstvu. U kategoriji BNL Karting Series - Minimax naslove osvaja 2008. i 2009., a u iste dvije godine naslove osvaja još u kategorijama Belgian Championship - Cadet, VAS Championship - Rotax Minimax i Belgian Championship - KF5. Od 2010. do 2012. osvojio je sedam naslova u šest kategorija: WSK Nations Cup - KF3, WSK World Series - KF3, dva puta u WSK Euro Series - KF3 kategoriji Bridgestone Cup Europe - KF3, WSK Master Series - KF2 i 17° Winter Cup - KF2. U posljednjoj 2013. osvojio je šest naslova u šest različitih kategorija: WSK Master Series - KZ2, South Garda Winter Cup - KF2, CIK-FIA World KZ Championship, WSK Euro Series - KZ1, CIK-FIA European Championship - KZ, i CIK-FIA European Championship KF.

### Florida Winter Series
Verstappen je debitirao u jednosjedu 2014. u kategoriji Florida Winter Series vozeći bolid Tatuus FA10B. Bila je to prva i posljednja sezona koju je organizirala Ferrarijeva vozačka akademija. Sezona se vozila od 26. siječnja do 19. veljače, a sadržavala je 12 utrka (3 na Sebringu, 3 na Palm Beachu, 6 na Homesteadu) koje su se vozile na Floridi. Nije bilo organiziranog prvenstva, već su se samo vozile utrke bez dodjele bodova i završnog plasmana vozača. Nizozemac je na 12 utrka sezone ostvario dvije pobjede, ukupno pet postolja, tri prve startne pozicije i tri najbrža kruga.

### Europska Formula 3
Iste godine natjecao se u FIA Europska Formula 3 prvenstvu za momčad Van Amersfoort Racing, a momčadski kolege su mu bili Jules Szymkowiak i Gustavo Menezes. Vozio je bolid Dallara F314/009 pogonjen Volkswagenovim motorom. Sezona se vozila od 19. travnja do 19. listopada, a sadržavala je čak 33 utrke, odnosno 11 runda na kojima su se vozile po tri utrke. 
Verstappen je prvo postolje osvojio na trećoj utrci prve runde na Silverstoneu, kada je osvojio drugo mjesto iza pobjednika Antonija Fuoca. U drugoj rundi na Hockenheimringu je osvojio prvi pole position, a na trećoj utrci je stigao i do prve pobjede. Još jedno postolje osvojio je na prvoj utrci treće runde na stazi Pau, da bi na četvrtoj rundi na Hungaroringu najbolji rezultat ostvario na posljednjoj utrci kada je ciljem prošao kao četvrtoplasirani. 
Uslijedile se utrke na Spa-Francorchampsu i Norisringu, gdje je Verstappen upisao šest uzastopnih pobjeda. Na sedmoj rundi, koja se vozila na stazi Moscow Raceway, osvojio je još dva postolja, dok je na Red Bull Ringu završio na petom i četvrtom mjestu u prve dvije utrke. U kolovozu nakon utrke u Austriji, postaje član Red Bullove vozačke akademije. 
Do osme pobjede u sezoni dolazi na prvoj utrci devete runde na Nürburgringu, a na trećoj utrci osvaja još jedno postolje. Nakon drugog mjesta na drugoj utrci desete runde na Monzi, Verstappen na trećoj utrci dolazi do još jedne pobjede. Posljednju desetu pobjedu u sezoni ostvaruje na prvoj utrci jedanaeste runde na Hockenheimringu. 
S osvojenih 411 bodova, završava na trećem mjestu konačnog poretka vozača iza viceprvaka Toma Blomqvista i prvaka Estebana Ocona.

## Formula 1
Verstappen je postao član Red Bullove akademije za mlade vozače u kolovozu 2014., a na prvom treningu za Veliku nagradu Japana na Suzuki 2014. je debitirao na Grand Prix vikendu u bolidu Toro Rosso STR9. Na prvom treningu je vozio i u Sjedinjenim Američkim Državama i Brazilu. Već ranije te sezone, 18. kolovoza, objavljeno je kako će Verstappen debitirati na utrci Formule 1 2015. za momčad Scuderia Toro Rosso.

### Toro Rosso (2015. − 2016.)

#### 2015.
Nastupom na Velikoj nagradi Australije, Verstappen je sa 17 godina i 166 dana, do danas ostao najmlađi vozač koji je vozio na utrci Formule 1. Da bi u budućnosti izbjegla situacije poput Verstappenove, Međunarodna automobilistička federacija je u prosincu 2014. objavila novo pravilo da vozač Formule 1 mora imati najmanje 18 godina, no i da to pravilo stupa na snagu od 2016. Verstappen je u svojim prvim kvalifikacijama u Formuli 1, u bolidu Toro Rosso-Renault osvojio 12. mjesto, s 0,358 sekundi sporijim vremenom od momčadskog kolege Carlosa Sainza. U utrci se vozio na šestom mjestu, kada mu se u 32. krugu pokvario motor. Nakon što je u kvalifikacijama za Veliku nagradu Malezije pobijedio Sainza, Verstappen je sedmim mjestom na toj utrci, stigao do prvih bodova u Formuli 1. Na sljedećih pet utrka, Verstappen nije osvojio bodove. U Kini je odustao četiri kruga prije kraja utrke zbog kvara motora, kada se vozio na osmom mjestu, dok je u Bahreinu odustao zbog problema s elektrikom. Utrku u Španjolskoj je završio na 11. mjestu, nakon što je u kvalifikacijama odvezao šesto vrijeme. U borbi za deseto mjesto i posljednji bod u utrci na Velikoj nagradi Monaka, dvanaest krugova prije kraja utrke na startno-ciljnom pravcu prije ulaska u zavoj St. Devote, Max je prednjom lijevom gumom udario u stražnju desnu gumu Romaina Grosjeana u Lotusu, te završio u barijerama. Zbog ovog incidenta je dobio kaznu od pet mjesta na gridu za sljedeću utrku u Kanadi, koju je na kraju završio na 15. mjestu.
Osvajanju bodova se vratio na Red Bull Ringu u Austriji, gdje je startao sa sedmog mjesta, a na tom mjestu se i nalazio tri kruga prije kraja utrke, nakon čega se prikočio u prvom zavoju i izgubio mjesto od Pastora Maldonada u Lotusu. Utrku na Silverstoneu je završio nakon samo tri kruga, kada je izletio sa staze i ostao zakopan u šljunku. Na startu Velike nagrade Mađarske je izgubio četiri pozicije, te pao na 14. mjesto, a onda je počeo napredovati kroz grid. U 50. krugu došlo je do kontakta Maxovog prednjeg krila i desne stražnje gume Valtterija Bottasa u Williamsu, koji se nalazio na šestom mjestu. Finac je pao na začelje, dok je Verstappen s manjim oštećenjem utrku završio na četvrtom mjestu. Još jedno napredovanje kroz grid je priredio na Velikoj nagradi Belgije, gdje je startao sa 16. pozicije zbog kazne za uzimanje šestog motora te sezone, a utrku je završio na osmom mjestu. Utrku u Italiji na Monzi je startao s posljednjeg 20. mjesta. U prvoj kvalifikacijskoj rundi, dijelovi Verstappenovog stražnjeg dijela bolida su se razbili i raspršili po stazi, a mehaničari nisu uspjeli popraviti bolid, te je Nizozemac ostao bez postavljenog vremena u kvalifikacijama. Sutradan u utrci je uspio dohvatiti 12. mjesto.
Na sljedećih šest utrka, Verstappen je osvojio bodove. Na Velikoj nagradi Singapura, utrci gdje je Toro Rosso donio novo prednje krilo, Verstappen je u kvalifikacijama ostvario osmo vrijeme. No na startu je imao problema s bolidom, te ga je odvezao u boks, gdje je uz pomoć mehaničara krenuo u utrku na posljednjem mjestu, s jednim krugom zaostatka za vodećima. U 13. krugu došlo je do sudara Felipea Masse u Williamsu i Nice Hülkenberga u Force Indiji, nakon čega je na stazu izašao safety car. Zbog pravila da svi vozači moraju biti u istom krugu nakon odlaska safety cara sa staze, Verstappen se vratio u krug s vodećima, te počeo napredovati kroz grid. U 48. krugu je pretekao Romaina Grosjeana u Lotusu na osmom mjestu, a na toj poziciji je utrku i završio. U završnoj fazi utrke, Maxov trkači inženjer mu je dva puta rekao da propusti momčadsko kolegu Carlosa Sainza, no Verstappen je to odbio učiniti. Sainz je bio na novijim gumama, te se momčad nadala, da bi zamjenom pozicija, mogao napasti Sergija Péreza u Force Indiji na sedmom mjestu. Nakon utrke, šef Toro Rossa Franz Tost, podržao je Verstappena, rekavši da Sainz nije imao dovoljno brzine za napad na Péreza.
U kvalifikacijama za Veliku nagradu Japana, Verstappen je zaustavio bolid na stazi, na mjestu koje je Međunarodna automobilistička federacija označila opasnim, te mu dodijelila kaznu od tri mjesta na gridu. Startavši sa 17. pozicije, Nizozemac je u prvom krugu napredovao tri mjesta, a onda u nastavku utrke započeo još jedan proboj kroz grid. U 37. krugu je ušao u krug osvajača bodova, a u 44. krugu je pretekao momčadskog kolegu Sainza na devetom mjestu, gdje je utrku i završio. Nakon što je utrku u Rusiji završio na desetom mjestu, u Austinu je ponovio najbolji rezultat iz Mađarske, te utrku završio na četvrtom mjestu. Utrku u Meksiku je završio na devetom mjestu, a u Brazilu na desetom. No nakon diskvalifikacije Felipea Masse s osmog mjesta na njegovoj domaćoj Velikoj nagradi, Verstappen je osvojio još jedno deveto mjesto. Na posljednjoj Velikoj nagradi Abu Dhabija, Max je dobio pet mjesta kazne za pretjecanje Jensona Buttona u McLarenu izvan granica staze, te dvadeset mjesta kazne zbog ignoriranja plavih zastava da propusti Lewisa Hamiltona u Mercedesu, nakon čega je utrku završio na 16. mjestu. Nizozemac je zbog ovih incidenata dobio i tri kaznena boda. S ukupno osam kaznenih bodova od dvanaest, Maxa su dijelila samo četiri boda od zabrane nastupa na jednoj utrci u sljedećoj 2016.
Verstappen je svoju prvu sezonu u Formuli 1 završio na 12. mjestu konačnog poretka vozača, s 49 osvojenih bodova.

#### 2016.
Nakon samo dvije sezone na Renaultovim motorima, Scuderia Toro Rosso je početkom sezone objavila da se vraća Ferrarijevim motorima, koje je koristila od 2007. do 2013. Nedostatak je bio što je Toro Rossu za ovu sezonu bio namijenjen Ferrari 060, stariji motor iz 2015. Bilo je špekulacija da će Toro Rosso kasnije u sezoni prijeći na novu specifikaciju Ferrarijevog motora 061, koji je momčad Scuderia Ferrari koristila cijelu 2016., no Franz Tost je odbacio takva nagađanja. Šef momčadi je kazao da bi to značilo da Toro Rosso mora izgraditi potpuno novi bolid za najnoviju specifikaciju Ferrarijevog motora, te da momčad financijski i vremenski nije u situaciji doći do toliko nadogradnji i izgraditi dva različita bolida u jednoj sezoni. Novi bolid STR11 bio je nešto viši nego njegov prethodnik, te je imao i veći međuosovinski razmak. Također, momčad više nije koristila Total gorivo, već Shell V-Power Nitro+. Verstappenov momčadski kolega i za ovu sezonu je ostao Carlos Sainz.

## Rezultati
(legenda) (Utrke označene debelim slovima označuju najbolju startnu poziciju) (Utrke označene kosim slovima označuju najbrži krug utrke)
| Godina | Konstruktor / Momčad                            | 1.      | 2.      | 3.      | 4.      | 5.      | 6.      | 7.      | 8.      | 9.      | 10.     | 11.    | 12.     | 13.     | 14.     | 15.    | 16.     | 17.     | 18.     | 19.    | 20.   | 21.   | 22.   | Bodovi | Poredak |
| ------ | ----------------------------------------------- | ------- | ------- | ------- | ------- | ------- | ------- | ------- | ------- | ------- | ------- | ------ | ------- | ------- | ------- | ------ | ------- | ------- | ------- | ------ | ----- | ----- | ----- | ------ | ------- |
| 2015.  | Toro Rosso-Renault Scuderia Toro Rosso          | AUS Ret | MAL 7   | KIN 17  | BHR Ret | ŠPA 11  | MON Ret | KAN 15  | AUT 8   | VBR Ret | MAĐ 4   | BEL 8  | ITA 12  | SIN 8   | JAP 9   | RUS 10 | SAD 4   | MEX 9   | BRA 9   | ABU 16 |       |       |       | 49     | 12.     |
| 2016.  | Toro Rosso-Ferrari Scuderia Toro Rosso          | AUS 10  | BHR 6   | KIN 8   | RUS Ret |         |         |         |         |         |         |        |         |         |         |        |         |         |         |        |       |       |       | 204    | 5.      |
| 2016.  | Red Bull-TAG Heuer Red Bull Racing              |         |         |         |         | ŠPA 1   | MON Ret | KAN 4   | EUR 8   | AUT 2   | VBR 2   | MAĐ 5  | NJE 3   | BEL 11  | ITA 7   | SIN 6  | MAL 2   | JAP 2   | SAD Ret | MEX 4  | BRA 3 | ABU 4 |       | 204    | 5.      |
| 2017.  | Red Bull-TAG Heuer Red Bull Racing              | AUS 5   | KIN 3   | BHR Ret | RUS 5   | ŠPA Ret | MON 5   | KAN Ret | AZE Ret | AUT Ret | VBR 4   | MAĐ 5  | BEL Ret | ITA 10  | SIN Ret | MAL 1  | JAP 2   | SAD 4   | MEX 1   | BRA 5  | ABU 5 |       |       | 168    | 6.      |
| 2018.  | Red Bull-TAG Heuer Aston Martin Red Bull Racing | AUS 6   | BHR Ret | KIN 5   | AZE Ret | ŠPA 3   | MON 9   | KAN 3   | FRA 2   | AUT 1   | VBR 15  | NJE 4  | MAĐ Ret | BEL 3   | ITA 5   | SIN 2  | RUS 5   | JAP 3   | SAD 2   | MEX 1  | BRA 2 | ABU 3 |       | 249    | 4.      |
| 2019.  | Red Bull-Honda Aston Martin Red Bull Racing     | AUS 3   | BHR 4   | KIN 4   | AZE 4   | ŠPA 3   | MON 4   | KAN 5   | FRA 4   | AUT 1   | VBR 5   | NJE 1  | MAĐ 2   | BEL Ret | ITA 8   | SIN 3  | RUS 4   | JAP Ret | MEX 6   | SAD 3  | BRA 1 | ABU 2 |       | 278    | 3.      |
| 2020.  | Red Bull-Honda Aston Martin Red Bull Racing     | AUT Ret | ŠTA 3   | MAĐ 2   | VBR 2   | 70A 1   | ŠPA 2   | BEL 3   | ITA Ret | TOS Ret | RUS 2   | EIF 2  | POR 3   | BEL Ret | TUR 6   | BAH 2  | SKH Ret | ABU 1   |         |        |       |       |       | 214    | 3.      |
| 2021.  | Red Bull-Honda Red Bull Racing Honda            | BAH 2   | EMI 1   | POR 2   | ŠPA 2   | MON 1   | AZE 18† | FRA 1   | ŠTA 1   | AUT 1   | VBR Ret | MAĐ 9  | BEL 1‡  | NIZ 1   | ITA Ret | RUS 2  | TUR 2   | SAD 1   | MEK 1   | SAP 2  | KAT 2 | SAU 2 | ABU 1 | 395.5  | 1.      |
| 2022.  | Red Bull Oracle Red Bull Racing                 | BAH 19† | SAU 1   | AUS Ret | EMI 1   | MIA 1   | ŠPA 1   | MON 3   | AZE 1   | KAN 1   | VBR 7   | AUS 21 | FRA 1   | MAĐ 1   | BEL 1   | NIZ 1  | ITA 1   | SIN     | JAP     | SAD    | MEK   | SAP   | ABU   | 335*   | 1.*     |

† Odustao, ali klasificiran jer je odvozio više od 90% utrke.

‡ Pola bodova dodijeljeno jer je odvozio manje od 75% utrke.

*Sezona još uvijek traje. 

### Rekordi u Formuli 1
|   | Rekord                                  | Broj                           |
| - | --------------------------------------- | ------------------------------ |
| 1 | Najmlađi debitant u utrkama F1          | 17 godina, 5 mjeseci i 15 dana |
| 2 | Najmlađi osvajač bodova u utrkama F1    | 17 godina, 5 mjeseci i 29 dana |
| 3 | Najmlađi pobjednik u utrkama F1         | 18 godina, 7 mjeseci i 15 dana |
| 4 | Najmlađi vozač na podiju u utrkama F1   | 18 godina, 7 mjeseci i 15 dana |
| 5 | Najmlađi vozač koji je vodio u utrci F1 | 18 godina, 7 mjeseci i 15 dana |

## Vanjske poveznice
- Max Verstappen - Official website
- Max Verstappen - Stats F1
- Max Verstappen - Driver Database